# Хронологія водневих технологій
Це хронологія історії технології водню.

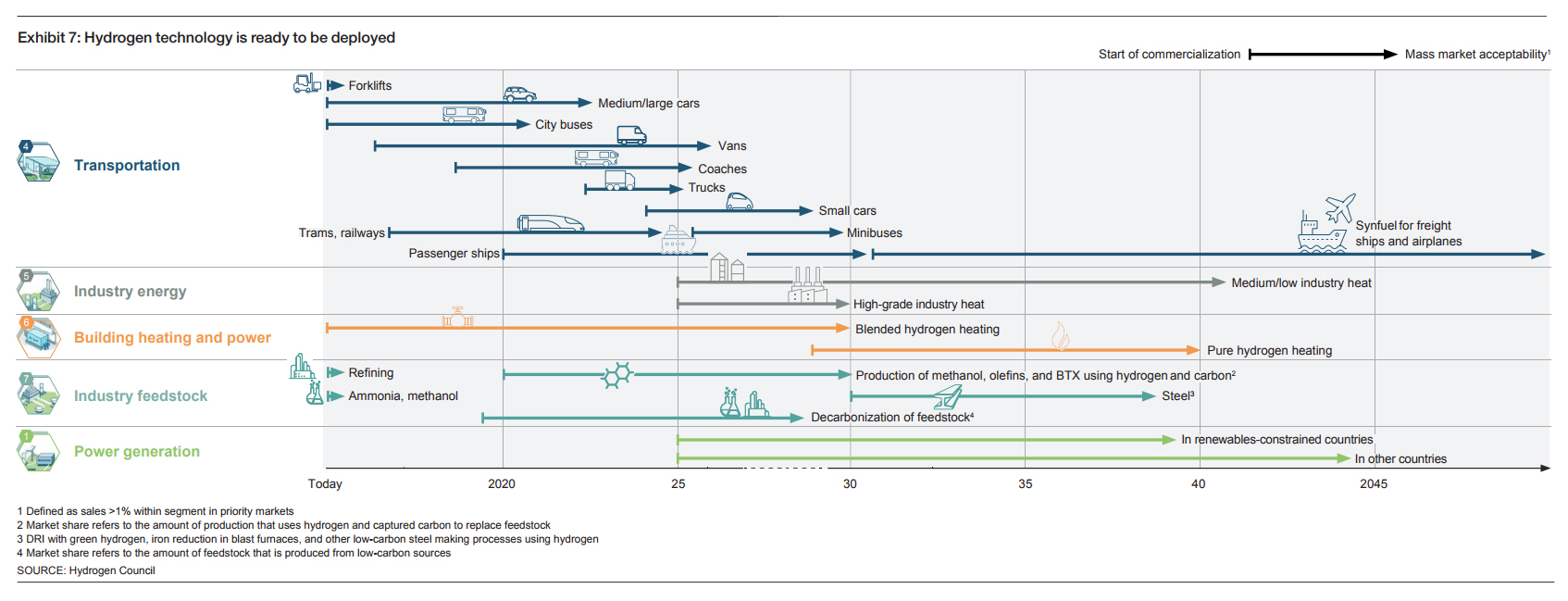
Графік майбутнього розвитку водневих технологій як ключовий фактор переходу до енергії

## Часова шкала

### 16 століття
- c. 1520 — Парацельс вперше зафіксував спостереження за воднем через розчинення металів (заліза, цинку та олова) в сірчаній кислоті.

### 17 століття
- 1625 — Перший опис водню Йоганом Баптиста ван Гельмонтом. Спочатку вживати слово «газ».
- 1650 — Туркет де Майєрн отримав газ або «легкозаймисте повітря» діючи розведеною сірчаною кислотою на залізо.
- 1662 — Закон Бойля (газовий закон, відношення тиску та об'єму)
- 1670 — Роберт Бойл видобув водень, реагуючи кислотою на метали
- 1672 — «Нові експерименти, взаємозв'язок полум'я і повітря» Роберта Бойла.
- 1679 — Дені Папен — запобіжний клапан
- 1700 — Нікола Лемері показав, що газ, який утворюється під час реакції сірчаної кислоти із залізом, в повітрі вибухонебезпечний

### 18 століття
- 1755 — Джозеф Блек підтвердив, що існують різні гази./ Приховане тепло
- 1766 — Генрі Кавендіш опублікував у «Про Фактичні ефіри» опис « дефлогізованого повітря» шляхом взаємодії металу цинку з соляною кислотою та виділення газу в 7-11 разів легшого за повітря.
- 1774 — Джозеф Прістлі виділив і класифікував кисень.
- 1780 — Феліче Фонтана виявляє реакцію зсуву води та газу.
- 1783 — Антуан Лавуазьє дав назву водню (гр: гідро = вода, гени = народжений)
- 1783 — Жак Шарль здійснив перший політ на своєму водневому аеростаті «Шарльєр».
- 1783 — Антуан Лавуазьє та П'єр Лаплас вимірявали теплоту згоряння водню за допомогою крижаного калориметра.
- 1784 — Жан-П'єр Франсуа Бланшар здійснив спробу керування водневим аеростатом, але він був не керованим.
- 1784 р. — Лавуазьє Меусньє[1] винахід залізно-парового процесу, утворення воденю шляхом пропускання водяної пари над шаром розпеченого заліза при 600°С[2]
- 1785 — Жан-Франсуа Пілатр де Розьє побудував гібридну повітряну кулю Розьєра.
- 1787 — Закон Шарля (газовий закон, відношення об'єму і температури)
- 1789 — Ян Рудольф Дейман та Адріан Паец ван Трооствейк, використав електростатичну машину та лейденську банку для першого електролізу води.
- 1800 — Вільям Ніколсон та Ентоні Карлайл розклали воду на водень та кисень шляхом електролізу вольтового стовпа.
- 1800 — Йоганн Вільгельм Ріттер повторив експеримент з переставленим набором електродів для збору двох газів окремо.

### 19 століття
- 1801 — Хамфрі Деві відкрив концепцію паливного елемента.
- 1806 — Франсуа Ісаак де Ріваз побудував двигун де Ріваз, перший двигун внутрішнього згоряння, що працює на суміші водню та кисню.
- 1809 — Томас Форстер спостерігав з теодолітом дрейф невеликих вільних пілотних аеростатів, наповнених «легкозаймистим газом»[3][4][5]
- 1809 — Закон Гей-Люссака (газовий закон, відношення температури і тиску)
- 1811 — Амедео Авогадро — закон Авогадро — газовий закон
- 1819 — Едвард Даніель Кларк винайшов газову трубку з воднем.
- 1820 — В. Сесіл написав лист «Про застосування газоподібного водню для отримання рухомої сили в машинах»[6][7]
- 1823 — Голдсуоррі Герні продемонстрував прожектор.
- 1823 — Лампа Деберейнера, запальничка, винайдена Йоганом Вольфгангом Деберейнером.
- 1823 — Голдсворі Герні розробив оксид-водневу паяльну трубку.
- 1824 — Майкл Фарадей винайшов гумову кулю.
- 1826 — Томас Драммонд побудував Драммондове світло.
- 1826 — Семюель Браун випробував свій двигун внутрішнього згоряння, використавши його для руху автомобіля на Стрілецький пагорб
- 1834 — Майкл Фарадей опублікував закони Фарадея про електроліз.
- 1834 — Бенуа Поль Еміле Клапейрон — Закон про ідеальний газ
- 1836 — Джон Фредерік Даніелл винайшов первинну комірку, з якої водень вилучався під час виробництва електроенергії.
- 1839 — Крістіан Фрідріх Шенбайн опублікував принцип роботи паливного елемента у " Філософському журналі ".
- 1839 — Вільям Роберт Гров розробив елемент Грова.
- 1842 — Вільям Роберт Гроув розробив перший паливний елемент (який він назвав газовою акумуляторною батареєю)
- 1849 — Ежен Бурдон — калібр Бурдона (манометр)
- 1863 — Етьєн Ленуар здійснив пробну поїздку з Парижа до Жойнвіль-ле-Пон 1-циліндровом, 2-тактним Гипомобилем.
- 1866 — Август Вільгельм фон Гофман винайшов вольтметр Гофмана для електролізу води.
- 1873 — Тадеус С. К. Лоу — водяний газ, в процесі використана реакція зсуву водяного газу.
- 1874 — Жюль Верн — Таємничий острів, «одного дня вода буде використовуватися як паливо, використовуватиметься водень і кисень, з яких вона складається»[8]
- 1884 — Шарль Ренар та Артур Константин Кребс запускають дирижабль «Франція».
- 1885 — Зигмунт Флорентій Врублевський опублікував значення критичної температури водню: 33 К; критичний тиск, 13,3 атмосфери; і температура кипіння 23 К.
- 1889 — Людвіг Монд і Карл Лангер придумали назву паливного елемента і спробували побудувати такий, що працює на повітрі та газі Монда.
- 1893 — Фрідріх Вільгельм Оствальд експериментально визначив взаємопов'язану роль різних компонентів паливного елемента.
- 1895 — Гідроліз
- 1896 — Джексон Д. Д. та Еллмс Дж., вироблення водню мікроводоростями (Anabaena)
- 1896 — Леон Тейсеренк де Борт проводить експерименти з високо літаючими інструментальними повітряними кулями.[9]
- 1897 — Пол Сабатьє спростив використання гідрогенізації з відкриттям реакції Сабатьє.
- 1898 — Джеймс Дьюар в Королівському інституті Великої Британії в Лондоні вперше отримав зріджений водень з використанням регенеративного охолодження і що призвело до створення, посудини Дьюара
- 1899 — Джеймс Дьюар вперше отримав твердий водень.
- 1900 — граф Фердінанд фон Цеппелін спустив на воду перший заповнений воднем дирижабль Zeppelin LZ1.

### 20 століття
- 1901 — Вільгельм Норманн увів гідрогенізацію жирів
- 1903 — Костянтин Едуардович Ціолковський опублікував «Дослідження космічного простору засобами реакційних приладів»
- 1907 — Прилад Lane для вировництва водню
- 1909 — Граф Фердинанд Адольф Август фон Цеппелін здійснив перший рейс на далекі відстані Zeppelin LZ5.
- 1909 — Процес Лінде — Франка — Каро
- 1910 — Перший пасажирський рейс Цеппеліна на Zeppelin LZ7.
- 1910 — Фріц Габер запатентував Проце́с Га́бера.
- 1912 — Перші регулярні міжнародні пасажирські рейси цивільного жорсткого дирижабля Zeppelin LZ13.
- 1913 — Нільс Бор пояснює Формула Рідберга для спектру водню, накладаючи умову квантування на класичні орбіти електрона водню.
- 1919 — Перший переліт через Атлантику на дирижаблі компанії Beardmore дирижабль класу R34.
- 1920 — Гідрокренінговий комерційний завод для гідрування бурого вугілля введений в експлуатацію в Лойні Німеччина.[10]
- 1923 — Парова конверсія, виготовлення першого синтетичного метанолу BASF в Лойні.
- 1923 — Джон Бердон Сандерсон Голдейн у книзі Дедал чи Наука і майбутнє «великі електростанції, де під час вітряної погоди надлишок енергії буде використовуватися для електролітичного розкладу води на кисень і водень»
- 1926 — Вольфганг Паулі і Ервін Шредінгер
- 1926 — Часткове окислення, Вандевер та Парр з Університету Іллінойса використовували кисень замість повітря для виробництва синтетичного газу.
- 1926 — Сиріл Норман Гіншелвуд описав явище ланцюгової реакції.
- 1926 — Умберто Нобіле здійснив перший політ над північним полюсом на водневому дирижаблі Norge
- 1929 — Пауль Хартек і Карл Фрідріх Бонхоффер вперше успішно синтезували спінові ізомери водню (параводень).
- 1930 — Рудольф Еррен-запатентував Двигун Еррена — Патент GB GB364180- Удосконалення двигунів внутрішнього згоряння, що використовують суміш водню та кисню, як паливо
- 1935 — Юджин Пол Вігнер і Хіллард Белл Хантінгтон вперше запропонували металічний водень.
- 1937 — Дирижабл LZ 129 «Гіденбург» загорівся та розбився.
- 1937 — The Експериментальний газоподібний відцентрований реактивний двигун Heinkel HeS 1 з водневим живленням пройшов випробування в місті Гірт у березні — перший робочий реактивний двигун.
- 1937 — Запрацював перший турбогенератор з водневим охолодженням в Дейтоні, штат Огайо.
- 1938 — Перший 240 км Ренсько-Рурський водневий трубопровід.
- 1938 — Ігор Сікорський з компанії Sikorsky Aircraft запропонував рідкий водень, як паливо.
- 1939 — Рудольф Еррен — Двигун Еррена — патент США 2183674 — Двигун внутрішнього згоряння з використанням водню як палива
- 1939 — Ганс Гаффрон виявив, що водорості можуть переходити від утворення кисню до водню.
- 1941 — Перше масове застосування водню в двигунах внутрішнього згоряння: Російський лейтенант Борис Шеліщ в блокадному Ленінграді переобладнав кілька сотень автомобілів «ГАЗ-АА» для обслуговування захисних аеростат постівпротиповітряної оборони.
- 1943 — Рідкий водень випробують, як ракетне паливо в Університеті Штату Огайо.
- 1943 — Арне Цеттерстрем описує гідрокс (киснево-воднева суміш)
- 1947 — Вілліс Лемб і Роберт Ретерфорд виміряти малий енергетичний зсув (Лембів зсув) у вигляді зняття виродження рівнів 2S1/2 і 2P1/2 атома водню. забезпечуючи великий поштовх для розвитку квантової електродинаміки
- 1949 — Гідродесульфурація (каталітичний риформінг комерціалізується під назвою Процес платформування)
- 1951 — Підземне зберігання водню[11]
- 1952 — Айві Майк, перше в світі успішне випробування термоядерного вибухового пристрою, використаного паливом для термоядерного синтезу рідкого дейтерію.
- 1952 — Холодильний транспорт Дьюар
- 1955 — В. Томас Грубб модифікував конструкцію паливних елементів, використовуючи електролітом іонообмінну мембрану сульфованого полістиролу.
- 1957  –Pratt & Whitney's вперше випробували модель реактивного двигуна 304 з використанням рідкого водню як палива в рамках проекту Lockheed CL-400 Suntan.[12]
- 1957 — Були опубліковані технічні умови на двовісний напівпричіп для рідкого водню U-2.[13]
- 1958 — Леонард Нідрах розробив спосіб осадження платини на мембрану, який став відомий як паливний елемент Грубба-Нідраха.
- 1958 — Allis-Chalmers продемонстрував D 12, перший трактор на 15 кВт паливних елементах.
- 1959 — Френсіс Томас Бекон створено Bacon батарею, перший практичний воднево-повітряний паливний елемент потужністю 5 кВт для живлення зварювального апарата.
- 1960 — Allis-Chalmers створює перший навантажувач на паливних елементах[14]
- 1961 — Перший політ ракети з ракетним двигуном RL-10, що почав працювати на рідкому водні.
- 1964 — Allis-Chalmers виготовив 750-ватний паливний елемент для живлення підводного дослідницького судна для однієї людини.
- 1965 — Перше комерційне використання паливного елемента в Джеміні (космічна програма).
- 1965 — Компанія Allis-Chalmers створює перші машини для гольфу на паливних елементах.
- 1966 — General Motors представляє Electrovan, перший у світі автомобіль на паливних елементах.[15]
- 1966 — Slush водень — поєднання рідкого водню та твердого водню в потрійній точці з нижчою температурою та більшою щільністю, ніж рідкий водень.
- 1966 — J-2 ракетний двигун з рідким воднем
- 1967 — Акіра Фудзісіма відкрив Ефект Хонда-Фудзісіма який використовується для фотокаталізу в фотоелектрохімічній камері..
- 1967 — Гідридний компресор
- 1970 — Нікелевий водневий акумулятор
- 1970 — Джон Бокріс і Лоуренс В. Джонс ввели термін воднева енергетика[16]
- 1973 — 30 км водневий трубопровід в Ісбергу, Франція
- 1973 — Лінійний компресор
- 1975 — Джон Бокріс — Енергія Сонячно-воднева альтернатива — ISBN 0-470-08429-4
- 1979 — HM7B ракетний двигун
- 1981 — Space Shuttle Main Engine перший рейс
- 1988 — Перший політ Туполєва Tu-155. Це був варіант авіалайнера Tu-154 призначений для роботи на водні.
- 1990 — Введено в дію першу установку з виробництва водню на сонячних батареях Сонячна-Вассерстофф-Баварія.
- 1996 — Вулкан реактивний двигун
- 1997 — Анастасіос Меліс виявив, що зниження кількості сірки призводить до того, що водорості Chlamydomonas reinhardtii змінюють виробництво кисню на виробництво водню
- 1998 — Підводний човен типу 212
- 1999 — Стиснення водню
- 2000 — Пітер Тоєнніс виявив надплинність водню до 0.15K

### 21 століття
- 2001 — Продемонстровано перші водневі резервуари IV типу для стисненого водню в 700 бар (10000 PSI).
- 2002 — побудований підводний човен типу 214
- 2002 — Перший гідравлічний локомотив, який використовув хімічну енергію водню для руху, був продемонстрований в Валь-д'Ор, Квебек.
- 2004 — DeepC — це автономний підводний апарат, який приводиться в рух електричним двигуном, що працює від водневого паливного елемента.
- 2005 — Іонний рідинно-поршневий компресор
- 2013 — У Фалькенгагені з'являється перша комерційна газова (використовують електроліз для отримання водню) установка потужністю 2 мегавати для зберігання водню[17]
- 2014 — Представлений проект японського паливного елемента з мікросполученням тепла та електроенергії (mCHP) ENE FARM, який передає 100 000 систем.[18]
- 2016 — Toyota випускає свій перший автомобіль на водневих паливних елементах Mirai
- 2017 — Створена Воднева рада для пришвидшення розробки та комерціалізації технологій водню та паливних елементів
- 2019 — Дослідники з університету KU Leuven, Бельгія, розробили сонячну водневу панель, яка здатна виробляти 250 л H2 /день безпосередньо з сонячного світла та водяної пари, використовуючи фотокаталітичне розщеплення води, і вони повідомляють про ефективність перетворення 15 %[19]. За даними IEEE Spectrum, це більше на + 14,900 % від показника ефективності 10 років давності (0,1 %).[20]